# Беріккайнарський сільський округ
Беріккайна́рський сільський округ (каз. Берікқайнар ауылдық округі, рос. Бериккайнарский сельский округ) — адміністративна одиниця у складі Таласького району Жамбильської області Казахстану. Адміністративний центр — село Майтобе.
Населення — 1913 осіб (2021; 2222 у 2009, 2218 у 1999, 2516 у 1989).
Станом на 1989 рік існувала Беріккаринська сільська рада (села Майтобе, Октябр). 1997 року до складу округу був включений Білікольський сільський округ сусіднього Жуалинського району, однак до 1999 року він був повернутий назад.

## Склад
До складу округу входять такі населені пункти:
| Населений пункт  | Старі назви | Населення, осіб (1989) | Населення, осіб (1999) | Населення, осіб (2009) | Населення, осіб (2021) |
| ---------------- | ----------- | ---------------------- | ---------------------- | ---------------------- | ---------------------- |
| Кожагаппар, село | Октябр      | 324                    | 559                    | 1117                   | 237                    |
| Майтобе, село    | -           | 2192                   | 1659                   | 1105                   | 1676                   |